# كورت شيندلر
كورت شيندلر (و. 1882 – 1935 م) هو ملحن، وموزع، ومختص في الموسيقى العرقية ألماني، ولد في برلين، توفي في نيويورك، عن عمر يناهز 53 عاماً.

## روابط خارجية
- كورت شيندلر على موقع ميوزك برينز (الإنجليزية)
- كورت شيندلر على موقع ديسكوغز (الإنجليزية)